# Sigurd Nilsson
Sigurd Nilsson (fl. 1938) è stato un fondista svedese.

## Biografia
Ai Mondiali del 1938, disputati a Lahti in Finlandia, vinse la medaglia di bronzo nella staffetta 4x10 km con la nazionale svedese, composta anche da Martin Matsbo, Donald Johansson e Sven Hansson e che segnò il tempo di 2:43:05. Meglio di loro fecero le nazionali norvegese e finlandese. Nella 18 km Nilsson fu trentacinquesimo.

## Palmarès

### Mondiali
- 1 medaglia:
  - 1 bronzo (staffetta a Lahti 1938)